# Rio Real (vattendrag i Brasilien, lat -11,52, long -37,64)
Rio Real är ett vattendrag i Brasilien. Det ligger i den östra delen av landet, 1 200 km öster om huvudstaden Brasília.
Omgivningarna runt Rio Real är huvudsakligen savann. Runt Rio Real är det glesbefolkat, med 17 invånare per kvadratkilometer.